# Andreas Norlén
Andreas Norlén (ur. 6 maja 1973 w Brommie w gminie Sztokholm) – szwedzki prawnik i polityk, parlamentarzysta, od 2018 przewodniczący Riksdagu.

## Życiorys
Ukończył szkołę średnią w Mjölby. Studiował prawo na Högskolan i Jönköping, a następnie na Uniwersytecie w Linköping, gdzie w 1996 uzyskał magisterium. Kształcił się również na Uniwersytecie w Sztokholmie. Doktoryzował się w zakresie prawa w 2004 na Uniwersytecie w Linköping. Pracował w rodzinnym przedsiębiorstwie zajmującym się wydawaniem prasy.
Zaangażował się w działalność polityczną w ramach Umiarkowanej Partii Koalicyjnej. Kierował jej organizacją młodzieżową w regionie Östergötland. W 1998 został po raz pierwszym radnym gminy Motala. W 2006 uzyskał mandat posła do Riksdagu. Z powodzeniem ubiegał się o reelekcję w wyborach w 2010, 2014, 2018 i 2022.
24 września 2018 został nowym przewodniczącym szwedzkiego parlamentu. 26 września 2022 powołany na tę funkcję na kolejną kadencję.

## Odznaczenia
- Order Księcia Jarosława Mądrego II klasy – Ukraina, 2025[7]